# Debreceni András
Debreceni András, (Nagykanizsa, 1989. április 21. –) magyar labdarúgó, hátvéd. A Budapest Honvéd FC játékosaként egy félévet a Kecskeméti TE-ben is szerepelt, kölcsönben. Az ifjú labdarúgó végigjátszotta a csehországi 2008-as U19-es labdarúgó-Európa-bajnokságon bronzérmet szerző U19-es magyar labdarúgó-válogatott minden meccsét. Debreceni tagja volt az egyiptomi 2009-es U20-as labdarúgó-világbajnokság U20-as magyar labdarúgó-válogatott keretének, amely bronzérmet szerzett.

## Pályafutása

### Klubcsapatokban
Debreceni 2005-ben mutatkozott be csereként az NB I-ben a PMFC csapata elleni idegenbeli mérkőzésen, tizenhat éves korában. Ebben a szezonban további két mérkőzésen lépett pályára a felnőtt csapatban. Az ezt követő évben már 19 alkalommal vetette be a játékost edzője, ebből tizenháromszor kezdőként. 2008-ra már a felnőtt csapat stabil kezdő játékosai közé került. 2012-ben azonban nem hosszabbított a Honvéd csapatával, így a 2013-as tavaszi félévet a második csapattal töltötte. 2013. június 30-án lejárt a szerződése, így szabadon igazolhatóvá vált és a Diósgyőri VTK-hoz került.
Tizenhárom bajnokin lépett pályára a DVTK csapatában, a 2014-es kupadöntőben azonban térdszalagszakadást szenvedett, felépülése után pedig csupán három találkozón jutott szóhoz. 2015 januárjában szerződést bontott a miskolci klubbal, majd aláírt a Vasashoz. 2016 nyarán szerződését újabb egy évvel meghosszabbította, miután a 2015-16-os szezonban 16 bajnokin kapott játéklehetőséget. 2017 nyarán a másodosztályú Győrhöz igazolt. 2018. november 27-én szerződést bontottak vele, negyvenhárom pályára lépésen kétszer volt eredményes. 2019 januárjában a másodosztályú Mosonmagyaróvári TE csapatához írt alá. 15 bajnokin lépett pályára a csapatban és egy gólt szerzett, majd szerződését 2019 áprilisában felbontották.

### A válogatottban
Debreceni tagja volt a Csehországban megrendezett U19-es Európa-bajnoki bronzérmet szerzett magyar csapatnak és az egyiptomi 2009-es U20-as labdarúgó-világbajnokság U20-as magyar labdarúgó-válogatott csapatának, ahol Dél-Afrika korosztályos válogatottja ellen ő szerezte fejjel a magyar csapat harmadik gólját. A magyar válogatottban egy mérkőzésen lépett pályára 2012-ben, később Bernd Storck hívta meg a bő keretbe 2015 decemberében.

## Sikerei, díjai
- 2008: U19-es Európa-bajnoki bronzérem (Csehország)
- Magyar-kupa: 
  - győztes: 2007, 2009 (Bp. Honvéd)
  - ezüstérmes: 2015  (Diósgyőr), 2017 (Vasas)
- NB I: 
  - bronzérmes: 2012–2013 (Bp. Honvéd), 2016-2017 (Vasas)
- NB II: 
  - bajnok: 2007-2008 (Kecskeméti TE), 2014-15 (Vasas)
- NB III:
- ezüstérmes: 2020-2021 (Credobus Mosonmagyaróvár)

## Statisztika

### Mérkőzései a válogatottban
| Magyarország | Magyarország    | Magyarország          | Magyarország | Magyarország | Magyarország | Magyarország | Magyarország | Magyarország |
| #            | Dátum           | Helyszín              | Hazai        | Eredmény     | Vendég       | Kiírás       | Gólok        | Esemény      |
| ------------ | --------------- | --------------------- | ------------ | ------------ | ------------ | ------------ | ------------ | ------------ |
| 1.           | 2012. június 1. | Prága, Generali Arena | Csehország   | 1 – 2        | Magyarország | barátságos   | -            | 90+2'        |
|              | Összesen        |                       |              | 1            | mérkőzés     |              | 0            | gól          |